# Бастіон (гурт)

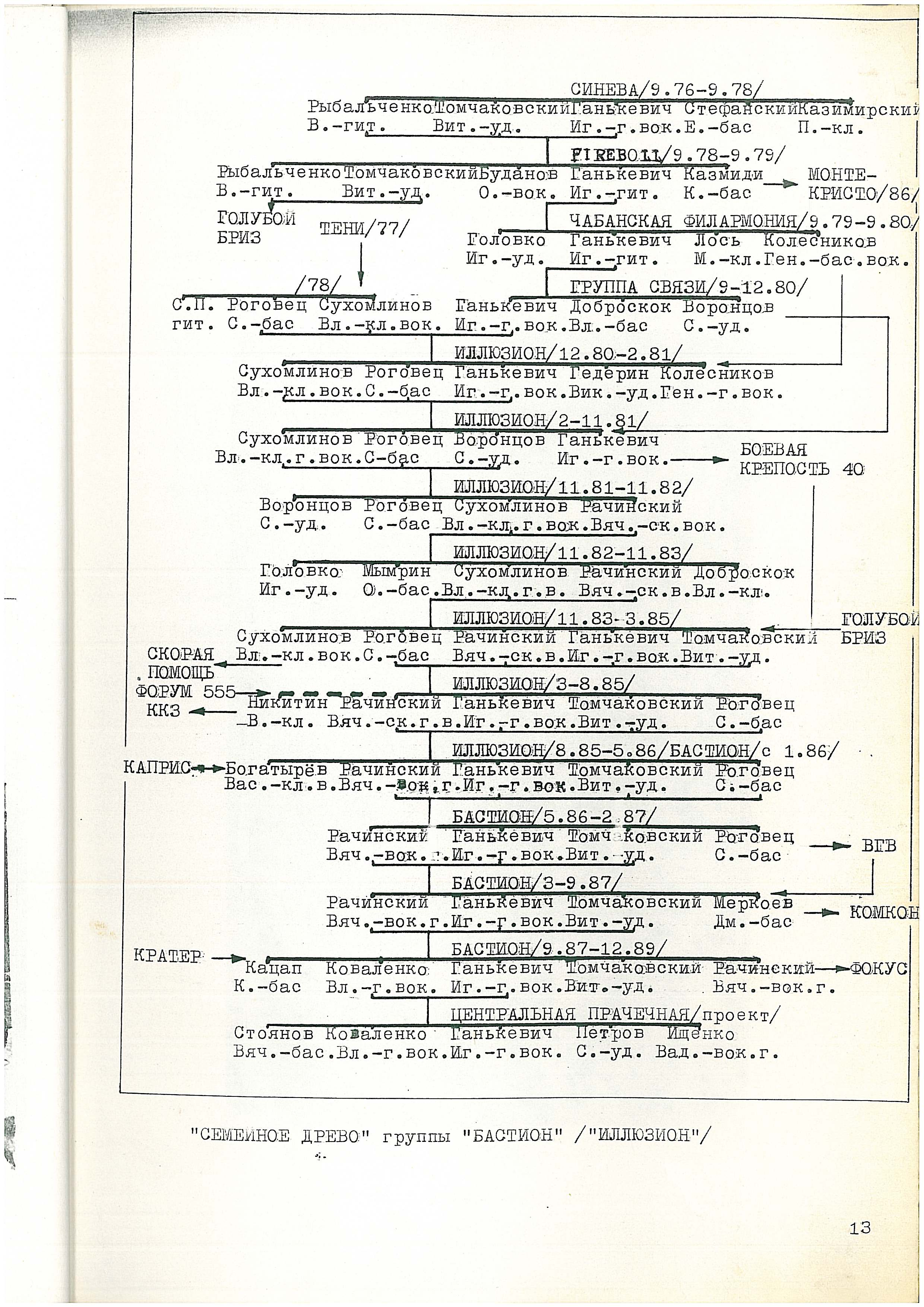

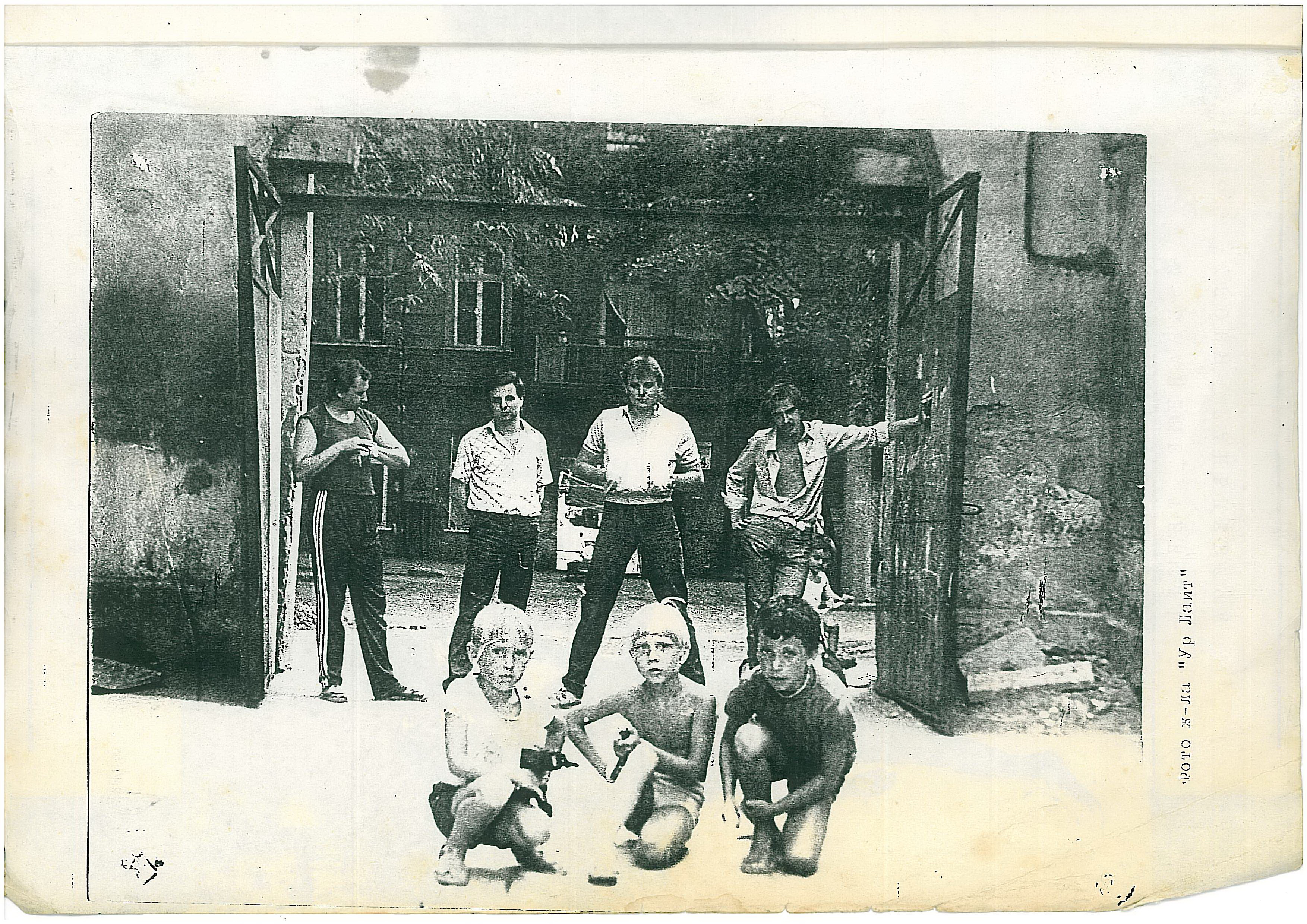

Бастіо́н — рок-гурт,  заснований фундатором Одеського рок-клубу, гітаристом Ігорем Ганькевичем в кінці 1985 року. «Бастіон» виконував своєрідний «одеський» глем-рок і вже влітку 1986-го став переможцем першого Новокаховського рок-фестивалю.
В 1987 році стабілізувався склад:
- І.Ганькевич;
- В'ячеслав Рачинський — гітара, вокал;
- Віталій Томчаков — барабани;
- Костянтин Кацап — бас;
- Володимир Коваленко — гітара.

«Бастіон» мав величезну популярність в Одесі, часто виїжджав на рок-фестивалі, записав «домашній» альбом «Ремонт слухових апаратів». 27 червня 1990 року Ігор Ганькевич помер і «Бастіон» розпався. В 1991 році вийшов збірник віршів Ганькевича «Монолог старого рокера», його іменем названий Одеський рок-клуб. Під керівництвом Євгена Лапейка («Провінція») та Макса Ланде («Кошкін дом») проводиться щорічний меморіал Ігоря Ганькевича — міжнародний рок-фестиваль «Пікейні жилети».